# Здание обувной фабрики Цитвера
Здание обувной фабрики М. Цитвера — здание в Минске, расположенное в Троицком предместье по адресу ул. Максима Богдановича, 15 (прежний адрес — ул. Александровская, 11). Вместе с домами № 13 и 17 представляет собой большое объёмное здание с единым планом симметричной композиции и единым дворовым фасадом. В зданиях расположен Государственный музей истории белорусской литературы.

## История
Построен в XX в. из кирпича. Обувная фабрика открылась в 1871 году как мастерская по ремонту обуви. Обувь шилась из заготовок, поступавших от ремесленников. Известно, что в 1913 году на фабрике было занято 40 рабочих, здесь действовал двигатель. В том же году было произведено обуви на 55 тысяч рублей.

## Архитектура
Дом № 15 представляет собой двухэтажное здание, разделенное по горизонтали карнизным поясом. Второй этаж дома членится лучковыми окнами в простых лиштвах, некоторые из них дополнены лучковыми сандриками. Центр общего с домами № 13 и 17 дворового фасада выделен неглубоким ризалитом с плоскими лопатками по углам и ступенчатым аттиком. Боковые ризалиты дворового фасада завершены треугольными люкарнами. На втором этаже проходит легкая деревянная галерея, на которую ведет лестница.